# Parañaque
Parañaque (offiziell englisch City of Parañaque, Tagalog Lungsod ng Parañaque) ist eine Stadt im Großraum von Manila in den Philippinen. Die Einwohnerzahl beträgt 665.822 Einwohner (1. August 2015). Die Stadt ist umgeben von Pasay im Norden, Taguig im Nordosten, Muntinlupa im Südosten, Las Piñas im Südwesten sowie der Manilabucht im Westen.
Auf dem Stadtgebiet befindet sich der Flughafen Manila (Ninoy Aquino International Airport). In der Gemeinde befindet sich ein Campus der Polytechnic University of the Philippines sowie die Deutsche Europäische Schule Manila. Die Baclaran Church im Barangay Baclaran ist eine der bekanntesten Kirchen im Raum Metro Manila.

## Barangays
Die Stadt Parañaque ist politisch in zwei Distrikte unterteilt, welche wiederum aus jeweils acht Barangays bestehen.
| Barangays im Distrikt 1 - Baclaran - Don Galo - La Huerta - San Dionisio - San Isidro - Sto. Nino - Tambo - Vitalez | Barangays im Distrikt 2 - BF Homes - Don Bosco - Marcelo Green - Merville - Moonwalk - San Antonio - San Martin de Porres - Sun Valley |

## Söhne und Töchter
- Julito Buhisan Cortes (* 1956), katholischer Geistlicher und Bischof von Dumaguete
- Edward S. Hagedorn (1946–2023), Politiker
- Emilio Layon Bataclan (* 1940), katholischer Geistlicher und emeritierter Weihbischof in Cebu
- Francisco Mendoza de Leon (* 1947), katholischer Geistlicher und Bischof von Antipolo
- Chat Silayan (1959–2006), Mannequin und Schauspielerin

## Bilder aus Parañaque

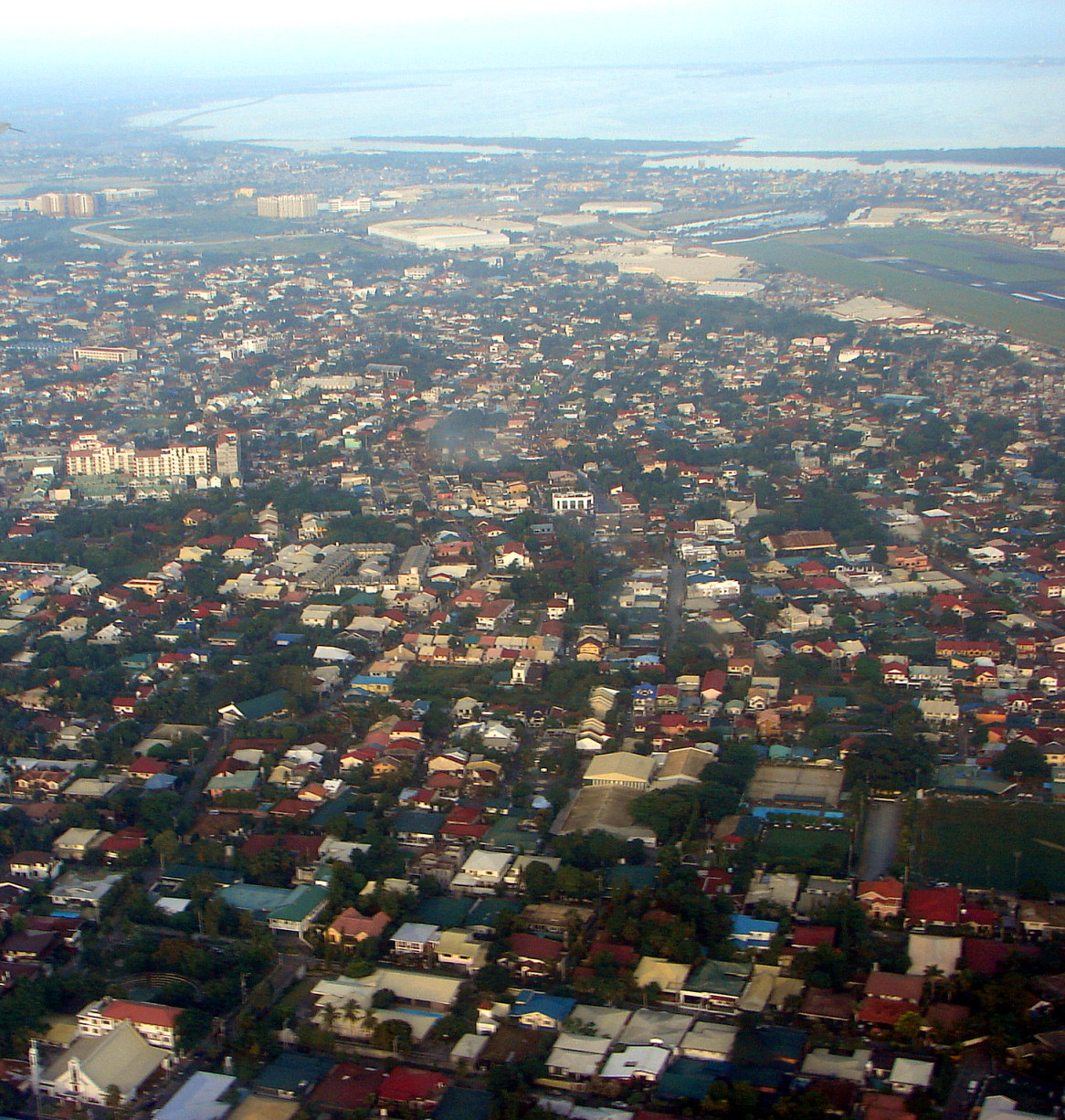
Luftbildaufnahme von Parañaque
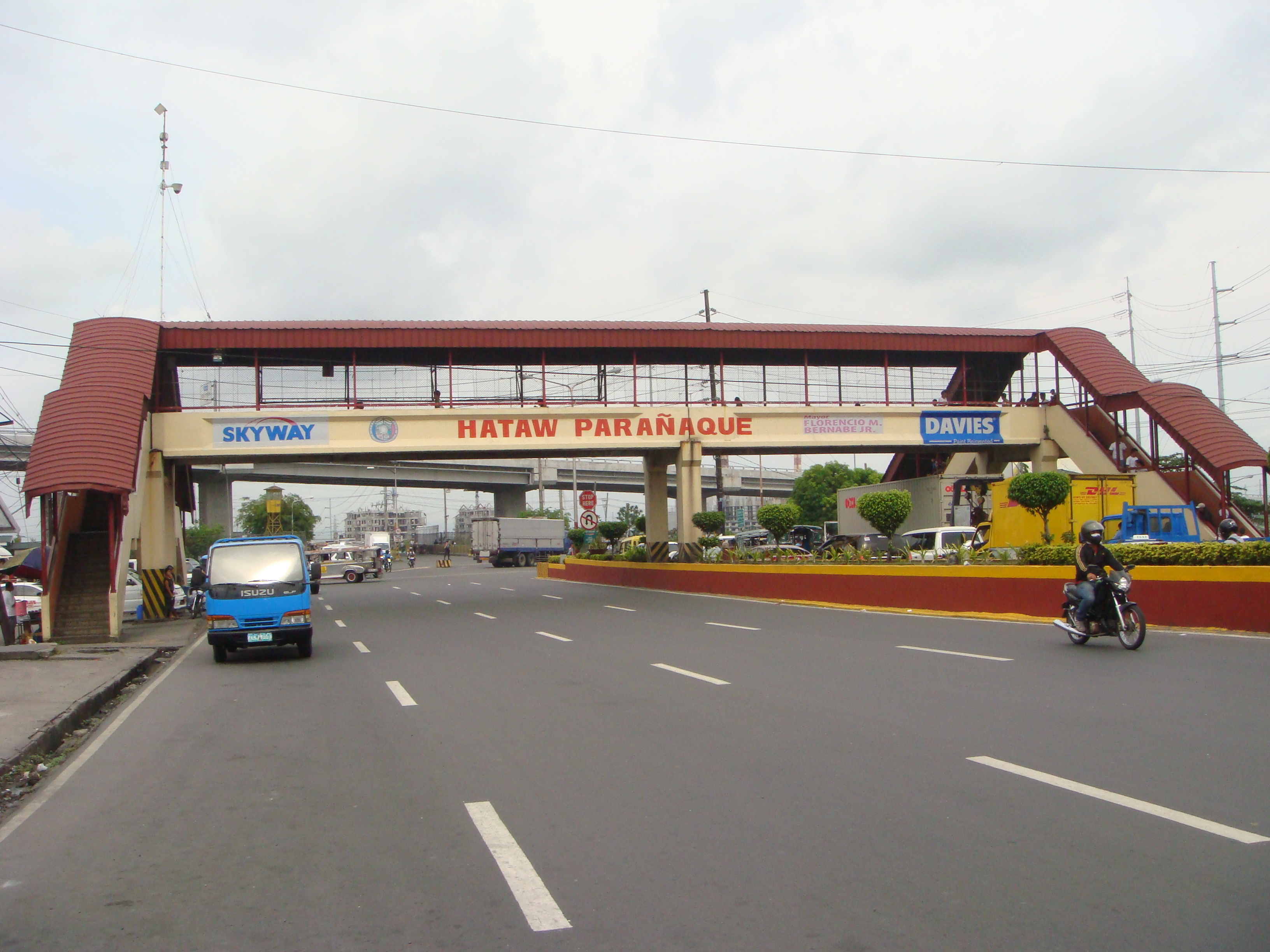
Parañaque